# Komposit (Zahnmedizin)

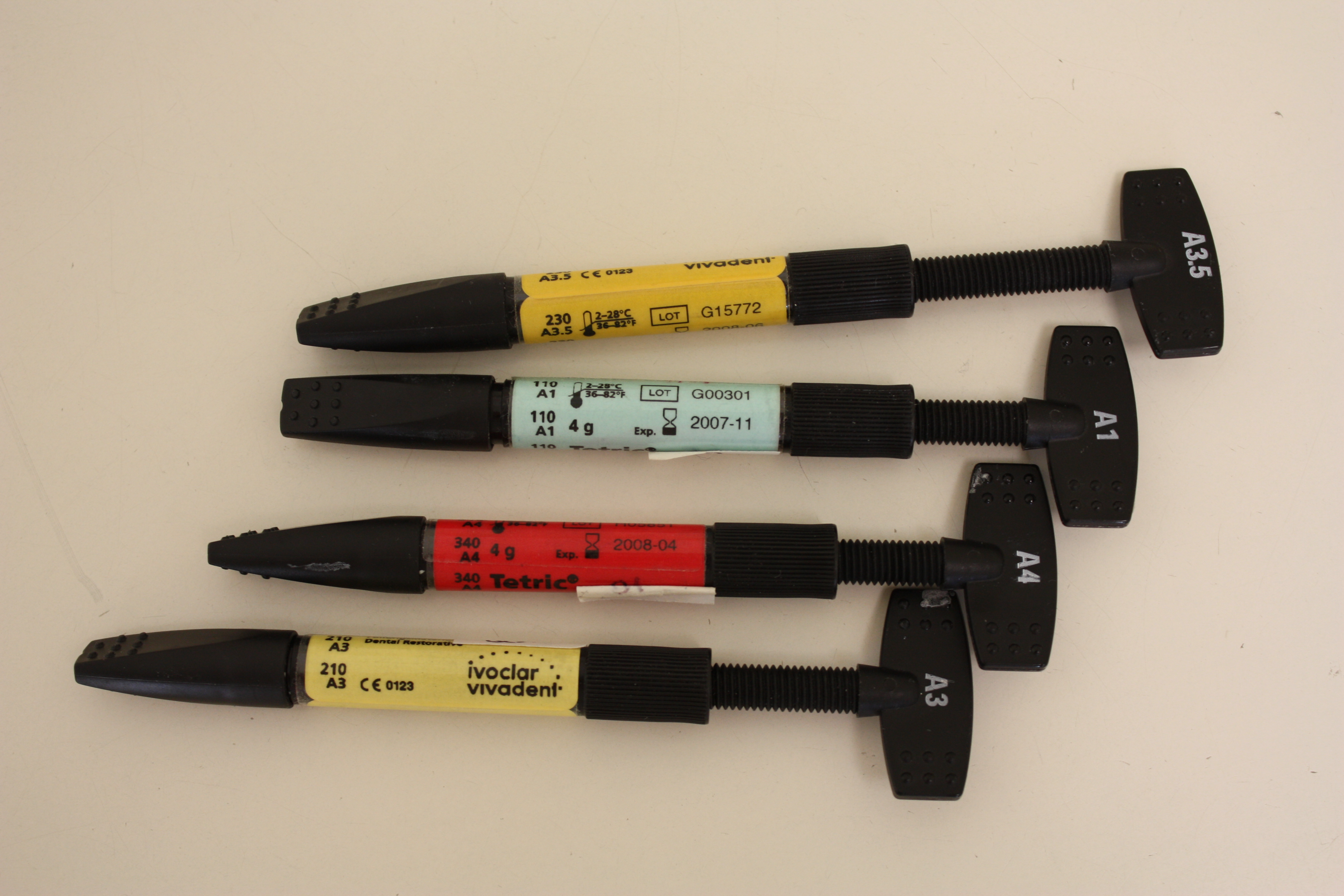
Komposit

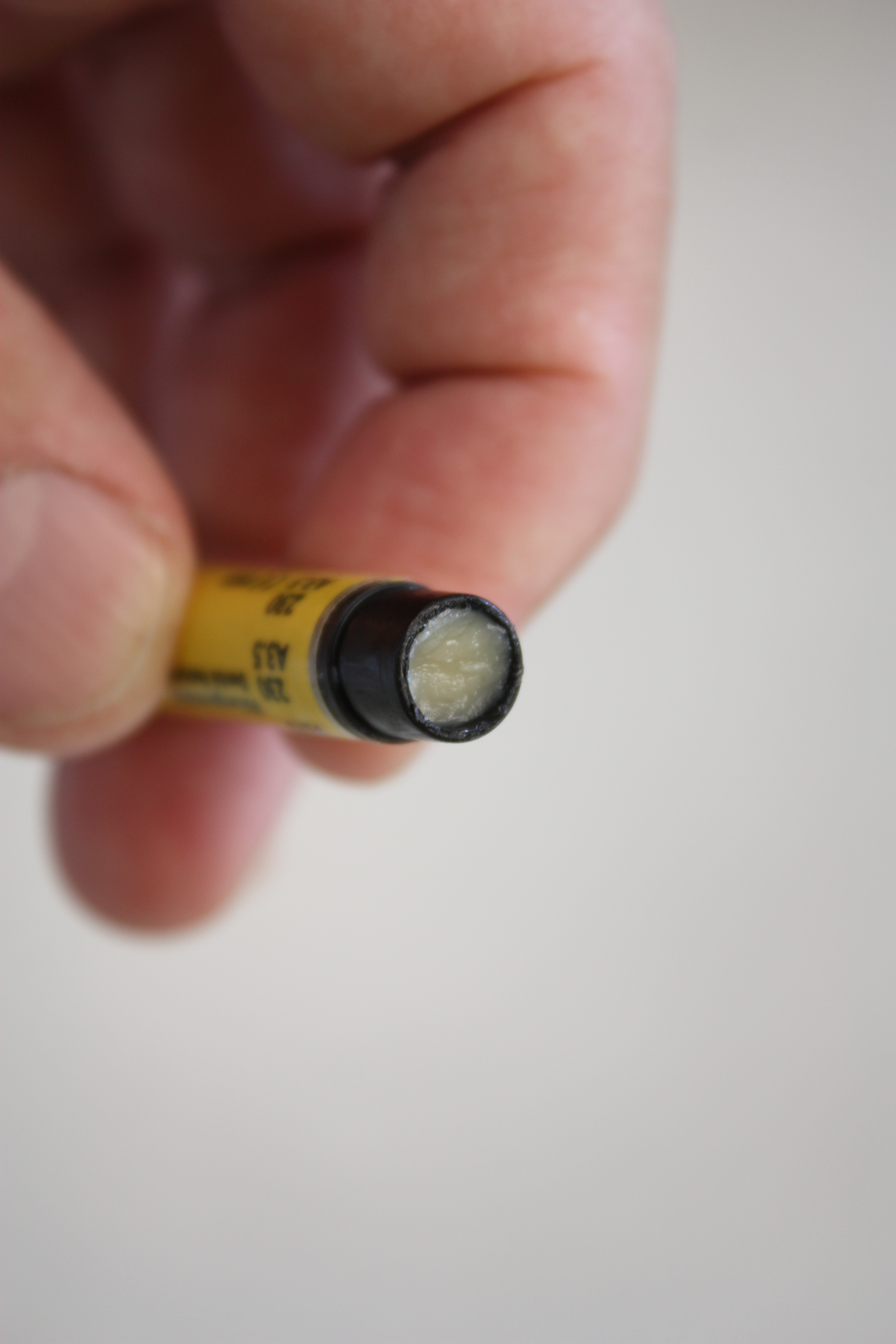
Komposit

Komposite (lateinisch composĭtum ‚das Zusammengesetzte‘) sind zahnfarbene plastische Füllungsmaterialien für die zahnärztliche Behandlung. Seit den 1960er Jahren werden die Werkstoffe auch oft als Kunststofffüllungen bezeichnet. Gelegentlich werden sie auch mit Keramikfüllungen (Synonym: Keramik-Einlagefüllung oder Keramik-Inlay) verwechselt. Das zahnmedizinische Einsatzgebiet der Komposite sind Füllungen und die Befestigung von Keramikrestaurationen, Kronen und Wurzelstiften.
Sie bestehen aus einer organischen Kunststoffmatrix, die mit anorganischen Füllkörpern (unterschiedliche Glasarten und Quarze) versetzt ist. Die Aushärtung bzw. Polymerisation der Monomere in der Kunststoffmatrix – meistens Bis-Glycidyldimethacrylat (BisGMA) und Urethandimethacrylat (UDMA) mit Verdünnern wie Triethylenglycoldimethacrylat (TEGDMA) – erfolgt durch spezielles Licht. 
Die Anwendung der Komposite erfolgte anfangs fast ausschließlich im Frontzahnbereich. Inzwischen werden Komposite mit einem erhöhten Füllkörpergehalt auch im Seitenzahnbereich eingesetzt. Die Weiterentwicklung der Haftvermittler (Bonding) und die Dentin-Adhäsivtechnik ermöglichte diesen Einsatz.
Abwandlungen der Komposite sind Compomere und Ormocere. Glasionomerzemente gehören einer anderen Werkstoffklasse an. Es gibt sie auch mit Kompositanteilen.

## Verarbeitung
Die Komposite gelten als relativ technik-sensitiv. Bei der Verarbeitung von Kompositen ist eine relative oder absolute Trockenlegung notwendig, die mit Watterollen oder durch Anlegen eines Kofferdams (ein über die Zähne gespanntes Gummituch) erreicht werden kann. Feuchtigkeit verringert die Haltbarkeit und die Adhäsion an Dentin und Schmelz.
Sie werden in Schichten angebracht und dadurch separat durch Licht ausgehärtet.

## Vergleich gegenüber Amalgamfüllungen
Komposite sind in mehreren Farben lieferbar, so dass bei sorgfältiger Farbwahl ein Farbunterschied zu den vorhandenen Zähnen nur schwer zu erkennen ist.
Amalgamfüllungen werden im Zahn durch kleine Unterschnitte befestigt, wenn die Kavität (Hohlraum) nicht von vornherein so gestaltet ist, dass sie sich nach außen hin als sogenannter Formschluss verjüngt. Amalgam gehört zu den wenigen Legierungen, die sich bei der Abbindung ausdehnen. Dadurch sorgt das Material für einen dichten Abschluss. Andererseits kann dadurch ein Zahn, bei dem die Zahnhartsubstanz schon stark reduziert ist, „gesprengt“ werden. Bei Kompositfüllungen klebt das Material regelrecht im Zahn, so dass einerseits nur die kariöse Zahnsubstanz entfernt und keine Retentionsform geschliffen werden muss. Durch die adhäsive Befestigung kann in manchen Fällen eine Stabilisierung des Zahnes erreicht werden.
Gegenüber Zahnamalgam sind Komposite in speziellen Indikationen eine gute Alternative, jedoch kein adäquater Ersatz. Bei großen Defekten und schwierigen klinischen Situationen (wie schlechter Mundhygiene und bestimmten Allgemeinerkrankungen) ist ihre Langlebigkeit geringer.

## Vergleich gegenüber Keramikfüllungen
Gegenüber Inlays können Komposite mit geringerem Zeitaufwand und kostengünstiger eingesetzt werden. Die Fertigstellung erfolgt in der Regel in einer Sitzung. Durch die direkte Herstellung der Komposite-Restauration im Zahn kann teilweise eine substanzschonende Präparation der Kavität erfolgen, weil im Gegensatz zum laborgefertigten Keramikinlay keine Einschubrichtung berücksichtigt werden muss. Durch das direkte Verfahren kann auf eine Abformung verzichtet werden.

## Nachteile
Die Verarbeitung des Kompositfüllungsmaterials ist im Vergleich zu einer Amalgamfüllung aufwändiger und zeitintensiver, da es in mehreren Schichten aufgetragen und schichtweise mit einer Polymerisationslampe gehärtet wird, um die Polymerisationsschrumpfung des Materials zu verringern. Voraussetzung für eine dauerhaft dichte Kompositfüllung ist die adhäsive Befestigung am Zahn durch ein Anätzen mit Phosphorsäure und ein anschließendes Auftragen eines Adhäsivs. Entsprechend ist der finanzielle Aufwand gegenüber Amalgamfüllungen höher, wenn auch geringer als bei Einlagefüllungen aus Gold oder Keramik. Eine bessere Haltbarkeit von Inlays wird diskutiert, da bei Inlays eine größere Materialauswahl möglich ist und es zu keiner Polymerisationsschrumpfung und damit zu geringeren Materialverspannungen kommt (siehe Abschnitt Haltbarkeit). Die adhäsive Befestigung kann bei großen Kavitäten an den Zahnschmelzwänden Infrakturen (feine Schmelzrisse) hervorrufen, die bis zum Bruch der Kavitätenwand führen können.
Je farbgetreuer die Kompositfüllung gestaltet ist, umso schwieriger kann sich deren Entfernung gestalten, weil beim Herausschleifen des Komposits die Grenze zwischen Schmelz und Komposit kaum erkennbar ist.
Verfärbungen der Füllung durch Tee, Kaffee etc. sind möglich.

## Diskutierte Wirkungen
Mit der Zunahme der Kompositfüllungen, die allmählich immer mehr die Amalgamfüllungen ablösen, verschiebt sich die Kritik von den Amalgamfüllungen zu den Kompositfüllungen. Diskutiert werden mögliche schädliche Wirkungen durch:
- Toxizität
- Mutagenität
- Östrogenität (durch die geringe Freisetzung des endokrinen Disruptors Bisphenol A)[1]
- Allergisierung

durch die Kompositfüllungen.
Toxizität, Mutagenität und Östrogenität konnten in Studien bisher nicht belegt werden und sind nach dem derzeitigen Kenntnisstand zu verneinen.

### Allergisierung
Die Gefahr der Allergisierung betrifft vorwiegend den anwendenden Zahnarzt, der mit dem Monomer des Komposits und mit den Dentinadhäsiven in Hautkontakt kommt. Dadurch können allergische Hautreaktionen bis hin zu schweren allergischen Kontaktekzemen bis zur Berufsunfähigkeit ausgelöst werden. Ein Einmalhandschuh verhindert keine Monomerpenetration, da er von den relativ kleinen Monomermolekülen innerhalb von nur drei Minuten durchdrungen wird. Deshalb ist bei eventuellem Kontakt ein sofortiger Handschuhwechsel angezeigt. Monomere und Dentinadhäsiva sollten deshalb nicht vom Behandler und der Assistenz berührt werden. Die Allergisierungsrate für den Behandler ist mit 1 bis 2 Prozent höher als bei Amalgam, liegt jedoch noch weit unter der Allergisierungsrate von Erdbeeren. Bei der Nutzen-Risiko-Abwägung (Erhalt des Zahnes mit einer Kompositfüllung oder Karies, Abszess und Zahnverlust) ist die Allergisierungsgefahr für den Patienten zu vernachlässigen.

### Toxizität
In der medizinischen Fachliteratur sind keine Fälle von Vergiftungserscheinungen durch Komposite dokumentiert. Es liegen keine klinischen Daten vor, die für eine Schädlichkeit der Kompositfüllungen sprechen. Jedoch wurde bei In-vitro-Untersuchungen an Zellkulturen die Toxizität von Kompositen gezeigt. Die dabei eingesetzten Konzentrationen waren jedoch so hoch, dass eine klinische Relevanz fraglich erscheint. Das in der Zahnmedizin eingesetzte Zinkoxid-Eugenol ist beispielsweise in vitro wesentlich toxischer.

### Mutagenität
BisGMA und UDMA sind in Zellkulturen nicht mutagen. Jedoch wurde bei TEGDMA in Zellkulturen eine mutagene Wirkung nachgewiesen, jedoch wurde hier eine sehr hohe Konzentration eingesetzt.

## Haltbarkeit und Verlustrate von Kompositfüllungen

### Haltbarkeit verglichen mit Inlays
Gegenüber Kompositfüllungen wurde die Haltbarkeit der mehrfach teureren Keramikinlays in einer Metastudie für einen Zeitraum von bis zu einem Jahr als ähnlich eingestuft. Für längere Betrachtungszeiträume ermöglichten die Daten der verfügbaren klinischen Langzeitstudien keine zuverlässige Aussage. In den klinischen Langzeitstudien selbst wurde festgestellt, dass es keine signifikant niedrigeren Ausfallraten von Inlays gebe.
Auch für Kompositinlays wurden in klinischen Langzeitstudien keine signifikant höheren Haltbarkeitswerte festgestellt oder es wurden Haltbarkeitsvorteile festgestellt, die jedoch als zu gering bewertet wurden, um den Mehraufwand zu rechtfertigen.

### Haltbarkeit verglichen mit Amalgam
Die Verlustrate von Kompositfüllungen war in klinischen Studien in 7 Jahren 16 % höher als bei Amalgamfüllungen. Über den gesamten Zeitraum verteilt war dieser Wert jedoch unterhalb der Signifikanzschwelle, da sowohl Amalgam, als auch Kunststofffüllungen eine insgesamt gute Haltbarkeit haben. Die „Überlebensrate“ (englisch probability of survival) von Kompositfüllungen betrug nach 7 Jahren 90 %.
Im Jahre 2005 ergaben bereits Longitudinalstudien über 15 Jahre für Amalgamfüllungen und Kompositfüllungen die gleiche Lebensdauer, richtige Indikationsstellung und Verarbeitungstechnik vorausgesetzt. Langzeitstudien der letzten zehn Jahre mit Feinhybridkompositen weisen ebenfalls gute Ergebnisse auf. Für Ormocere und stopfbare Komposite liegen nur wenige Studien von zwei Jahren Beobachtungsdauer vor. Kompomere und Mikrohybridkomposite sind für Kaukrafttragende Restaurationen weniger geeignet und wiesen Füllungsfrakturen auf.
Ob eine Kompositfüllung unter Kofferdam oder ohne Kofferdam zu legen ist, wird kontrovers diskutiert. Entscheidend ist, dass kein Speichelzutritt stattfinden kann.

### Kritische Würdigung
Eine Literaturstudie, welche die Haltbarkeit von diversen Versorgungen mit Inlays und Füllungen verglich, machte eine Vielzahl von Einflussgrößen auf die Haltbarkeit aus, für Inlays konnte eine geringfügig höhere Haltbarkeit mit eingeschränkter Aussagekraft festgestellt werden. Die Lebensdauer jeder Form von Zahnrestauration wird durch eine Vielzahl von Faktoren beeinflusst, die vom Zahnarzt, vom Zahntechniker, vom Patienten und den verwendeten Materialien abhängen. Die Ergebnisse der Studien hängen von diesen Faktoren ab. So werden Studien oft an Universitäten durchgeführt, wo die Restaurationen durch Studenten nach unterschiedlichen Vorgaben gelegt und wiederum von Studenten nach unterschiedlichen Kriterien bewertet werden. Zahlreiche Studien werden von den Materialherstellern finanziert und sind damit nicht unabhängig. Mit welcher Präzision haben Zahnarzt und ggf. Zahntechniker jeweils gearbeitet? Welche Ausdehnung bei welchem Zerstörungsgrad des Zahnes hatte die jeweilige Restauration? Welche Materialien – die durch Weiterentwicklungen einer laufenden Veränderung unterliegen – in welcher Kombination (Ätzmittel, Primer, Schmelz- und Dentinadhäsiv, Composit) kamen zur Anwendung? Von welchem Hersteller stammen die Keramikrohlinge? Welche Goldlegierung, die wiederum in verschiedenen Härtegraden produziert wird, welchen Herstellers kam zur Anwendung? Wie war die Mundhygiene des Patienten? Nahm der Patient regelmäßig zahnärztliche Früherkennungsuntersuchungen und professionelle Zahnreinigungen in Anspruch? Wie war das Essverhalten und wie hoch war die individuelle Kariesgefährdung der untersuchten Patienten? All diese Faktoren beeinflussen entscheidend die Lebensdauer der Versorgung und damit die Ergebnisse der Studien.

## Materialien
Die Matrix von Kompositen besteht meist aus Kunststoffen auf Methacrylatbasis. Daneben können auch Spuren von Formaldehyd, Glutaraldehyd und Säuren enthalten sein. Als Füllstoffe kommen Glas-, Keramik und Quarzteilchen (Silikate, Sande) zum Einsatz, deren Verbindung mit dem Kunststoff durch eine Beschichtung mit Silanen verbessert wird.

### Anorganische Phase
Die Füllstoffe werden als anorganische Phase der Komposite bezeichnet.
Füllstoffe können sein:
- Gläser bzw. Glaskeramiken (z. B. Barium-Aluminium-Glas)
- Silikate
- Siliziumdioxid

Nach der Größe ihrer Füllstoffe werden Komposite unterteilt in:
- Makrofüller
- Mikrofüller
  - homogene Mikrofüllerkomposite
  - inhomogene Mikrofüllerkomposite
- Mikrofüller-Komplexe
  - Hybrid-Komposite
    - Grobpartikel-Hybridkomposite
    - Feinpartikel-Hybridkomposite
- Nanopartikel (Nano-Hybridkomposite)

Die Füllstoffe sind die anorganische Matrix des Komposits. Die Oberfläche der Füllstoffe ist silanisiert, um eine Verbindung mit der organischen Matrix (meist Methacrylatzement) zu ermöglichen. Die Silanisierung dient als Verbundphase zwischen der organischen und der anorganischen Matrix.
Makrofüller haben eine Größe von über 5 μm, und ca. 75 % Gewichtsanteil am Makrofüller-Komposit. Die Makrofüller verleihen diesem Komposit eine große Härte, jedoch nur eine sehr raue Oberfläche, die stark zu Verfärbung und Abrasion neigt. Diese Komposite der ersten Generation wurden später durch Mikrofüller-Komposite ergänzt, bei denen die Füllstoff eine Korngröße von unter 0,2 μm haben und wegen der daraus resultierenden größeren Packungsdichte nur noch ca. 50 % Gewichtsanteil des Mikrofüller-Komposits ausmachen. Die geringe Korngröße verleiht dem Material eine sehr gute Polierbarkeit. Jedoch hat das Material schlechtere mechanische Eigenschaften: Es ist nicht so hart, es hat eine hohe Abrasion und wegen des höheren Monomeranteils ist die Polymerisationsschrumpfung stärker.
Bei Hybrid-Kompositen macht der Gewichtsanteil der Füllstoffe ca. 85 % aus, wobei sich die Füllstoffe zu 85 bis 90 % aus Makrofüllern und zu 10 bis 15 % aus Mikrofüllern zusammensetzen. Durch diese Kombination von großen und kleinen Füllstoffpartikeln wird die Packungsdichte der Füllstoffe im Komposit weiter erhöht.
Hybridkomposite werden nach der mittleren Füllkörpergröße nochmals unterteilt in:
- Hybridkomposite (mittleren Füllkörpergröße bis 10 μm)
- Feinpartikelhybridkomposite (mittleren Füllkörpergröße bis 5 μm)
- Feinstpartikelhybridkomposite (mittleren Füllkörpergröße bis 3 μm)
- Submikrometerhybridkomposite (mittleren Füllkörpergröße bis unter 1 μm).

Bei Nano-Hybridkompositen werden Nanopartikel mit Partikelgrößen unter 20 nm als Füllstoffe verwendet. Die Nanopartikel können bis zu 40 % Gewichtsanteil des Komposits ausmachen, ohne die Viskosität des Komposits zu ändern. Dieses Nano-Gel, in dem Sol-Gel-Prozesse ablaufen, wird mit weiteren Füllstoffen aufgefüllt (Makro- oder Mikrofüller), so dass daraus ein Hybrid-Komposit entsteht.

### Organische Phase
Die organische Phase der Komposite ist meist ein Methacrylat (Acryl), welches strahlengehärtet wird. Es werden Hydroxyethylmethacrylat (HEMA), Triethylenglycoldimethacrylat (TEGDMA) oder Bisphenolglycidylmethacrylat (BisGMA) verwendet.
Neben dem eigentlichen Monomer als Hauptbestandteil der organischen Phase enthalten beispielsweise BisGMA-Komposite noch viele weitere Bestandteile:
- Mono-, Di- und Triacrylate (als Comonomer) – siehe: Copolymer
- Campherchinon oder Phenylpropandiol (als Initiator der Photopolymerisation nach Beleuchtung mit dem blauen Licht der Polymerisationslampe)
- Toluidin (als Akzelerator der Photopolymerisation)
- Hydrochinon (als Inhibitor der Photopolymerisation, damit diese nicht bereits durch normales Tageslicht startet)
- Benzophenon (als UV-Stabilisator, damit die Kunststofffüllung im Laufe der Jahre im Patientenmund farbstabil bleibt)
- Farben und Pigmente (zur Farbgebung für die Kunststofffüllung)

### Verbundphase
Die Silanisierung dient als Verbundphase zwischen der organischen Matrix (Methacryl) und der anorganischen Matrix (Füllstoffe). Silane können Glas an eine organische Matrix chemisch binden. Einerseits gehen die Silanolgruppen des Silans eine Kondensationsreaktion mit der Glasoberfläche der Füllstoffe ein. Andererseits erfolgt eine kovalente Bindung der Methacrylsäuregruppe des Silans mit dem Matrixkunststoff der organischen Phase.

### Polymerisationsschrumpfung
Die Polymerisationsschrumpfung von Kompositen liegt in der Größenordnung von 1 bis 6 Prozent. Die Polymerisationsschrumpfung führt zur Bildung eines Randspalts (engl. microleakage) zwischen Zahn und Füllungsmaterial. Während der Polymerisation der Monomere reduziert sich das Volumen aller Füllungsmaterialien mit Monomerzusatz. Dies ist darauf zurückzuführen, dass der Abstand der Monomermoleküle ca. 4 Å beträgt, während der Abstand zwischen den Kohlenstoffatomen nach der Polymerisation mit nur noch etwa 1,9 Å angegeben wird.
Um der Polymerisationsschrumpfung entgegenzuwirken und diese zu reduzieren, wurden die verschiedenen Formen der Füllstoffe entwickelt.
Der anwendende Zahnarzt kann die Polymerisationsschrumpfung reduzieren, indem möglichst kleine Kavitäten präpariert (Volumenreduktion) und gezielt Komposite mit geringer Polymerisationsschrumpfung ausgewählt werden. Durch Mehrschichttechnik wird die Polymerisationsschrumpfung teilweise kompensiert. Der Randspalt ermöglicht den Durchtritt von Bakterien, chemischen Stoffen und Flüssigkeit zwischen Kavitätenwand und Kompositfüllung. Dieser Randspalt ist klinisch meist nicht feststellbar, sondern nur in experimentellen in-vitro-Studien nachweisbar. Als Folge dieser Randspalten können Zahnfrakturen am Füllungsrand auftreten, sowie eine Überempfindlichkeit des Zahnes (postoperative Hypersensibilität). Eine früher befürchtete Sekundärkaries tritt infolge des Randspalts nur selten auf.

### Fließfähigkeit
Nach ihrer Fließfähigkeit werden Komposite unterteilt in:
- hochvisköse, stopfbare Komposite – hoher Fülleranteil
- niedrigvisköse, fließfähige Komposite – reduzierter Füllkörperanteil – als Zwischenschicht unter den stopfbaren Kompositen

## Polymerisation
Nach der Art der Polymerisationsmechanismen werden Komposite unterteilt in:
- chemisch härtende Komposite (Zweikomponenten-System)
- lichthärtende Komposite (Einkomponenten-System)
- dualhärtende Komposite (gleichzeitig lichthärtend und chemisch härtend; Zweikomponenten-System)

### Chemisch härtende Komposite

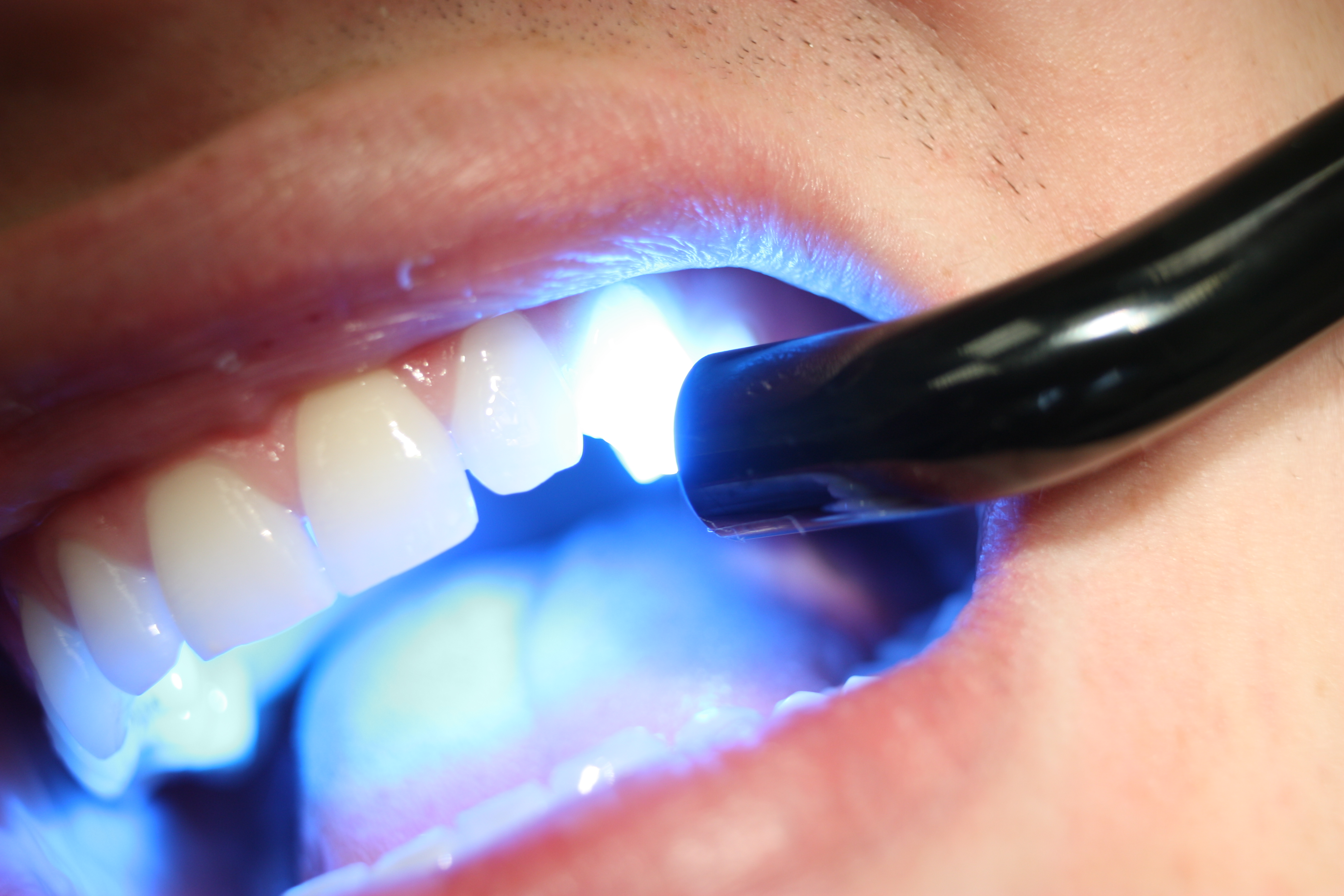
Polymerisationslampe beim Beleuchten einer Kompositfüllung

Die Komposite der ersten Generation in den 1970er Jahren waren chemisch härtende Komposite. Dabei handelt es sich um Zwei-Pasten-Systeme oder um Pulver-Flüssigkeiten-Systeme. Mit dem Anrühren der beiden Komponenten begann der Polymerisationsprozess. Diese ersten Komposite hatten eine sehr hohe Pulpatoxizität, so dass eine korrekt gelegte Unterfüllung erforderlich war. Andernfalls kam es sehr häufig zur Entzündung und zum Absterben der Pulpa (chemotoxische Pulpitis). Wegen der langsamen Abbindung der chemisch härtenden Komposite kommt es dabei nur zu geringen Spannungen im Material, da sich diese beim Aushärten ausgleichen können. Außerdem härten auch dicke Schichten mit Sicherheit aus. Als Nachteile der chemisch härtenden Komposite hat sich erwiesen, dass mit ihnen kein Schichten möglich ist, da die summarische Aushärtezeit wegen der geringen Polymerisationsrate unpraktikabel lange dauern würde. Ihre Aushärtezeit ist nicht, wie bei lichthärtenden Kompositen, steuerbar. Auch weisen sie eine verhältnismäßig dicke Sauerstoff-Inhibitionsschicht von ungefähr 300 μm auf und sind nicht sehr farbstabil.

### Lichthärtende Komposite
Lichthärtende Komposite sind am weitesten verbreitet. Durch Beleuchten mit dem blauen Licht einer Polymerisationslampe wird der Polymerisationsprozess gestartet. Die Lichtenergie, mit einer bestimmten Wellenlänge im Bereich des blauen sichtbaren Lichts, aktiviert einen chemischen Initiator (Photoinitiator, Starter) im Komposit, der gemeinsam mit einem Akzelerator (Beschleuniger) die Polymerisation in Gang setzt, so dass das Monomer in der organischen Phase in ein Polymer überführt wird. Der Initiator bildet Radikale, die zur Polymerisation des Komposites führen. Als Initiator dient Campherchinon, das Licht mit einer Wellenlänge von 440 bis 480 nm absorbiert und dadurch aktiviert wird, bzw. Phenyl-Propandiol, das durch Licht mit einer Wellenlänge von 300 bis 450 nm aktiviert wird. Das Aushärten von dicken Schichten ist wegen des reduzierten Lichteintritts in tiefere Schichten nicht immer gesichert.
Der Vorteil der lichthärtenden Komposits ist der höhere Polymerisationsgrad. Es verbleibt weniger Monomer in der polymerisierten Füllung, weswegen diese auch über Jahre stabiler gegen Abrasion oder Verfärbung ist. Ein weiterer Vorteil ist die bessere Farbstabilität und die insgesamt besseren ästhetischen Ergebnisse. Außerdem können diese Materialien so lange verarbeitet und modelliert werden, wie im jeweiligen Fall erforderlich, da das Aushärten erst durch den gezielten Lichteinsatz gestartet wird. Das ermöglicht ferner eine Mehrschichttechnik, mit der die Polymerisationsschrumpfung teilweise reduziert werden kann. Wegen der geringen Durchhärtetiefe ist eine Mehrschichttechnik oft unumgänglich.
Die Polymerisation wird durch Sauerstoff oder durch Eugenol behindert (inhibiert; Polymerisationsinhibitoren). Eugenol wird in einigen Wurzelfüllmaterialien zur Wurzelkanalbehandlung verwendet, weswegen Kompositfüllungen erst einige Tage nach dem Aushärten solcher Wurzelfüllungen angefertigt werden.

### Sauerstoff-Inhibitionsschicht
Der Sauerstoff tritt aus der umgebenden Luft in die Füllungsoberfläche ein. Das führt während der Polymerisation zur Bildung einer oberflächlichen dünnen Schmierschicht nicht oder unzureichend polymerisierten Komposits. Diese Sauerstoff-Inhibitionsschicht ist für die Qualität der Kompositfüllung jedoch nicht weiter von Bedeutung, da sie sehr dünn ist und beim Polieren bzw. beim funktionellen Gebrauch der Füllung (kauen, Zähne putzen) entfernt wird. Wenn die Kompositfüllung mit einem am Material anliegenden Kunststoffband als Matrize angefertigt wird, dann führt dieses auf den entsprechenden Flächen zum Sauerstoffabschluss und es kommt hier nicht zur Bildung einer Sauerstoff-Inhibitionsschicht. Bei der Mehrschichttechnik ist die Sauerstoff-Inhibitionsschicht sogar von Vorteil und gewollt, da auf dieser Schicht die nächste neue aufgetragene Kompositschicht chemisch besonders gut haftet.
Die jahrelang propagierte Schrumpfung der Kompositfüllung zur Lichtquelle hat sich in Studien letztlich nicht als richtig erwiesen. Die Richtung der Schrumpfung ist wesentlich stärker vom Kavitätendesign abhängig und von der Haftung an der Hartsubstanz.

### Dualhärtende Komposite
Dual härtende Komposite werden eingesetzt, wenn die Zuführung des Lichts zum Kompositmaterial teilweise ausgeschlossen ist. Das ist bei größtenteils lichtundurchlässigen keramischen Inlays, Teilkronen oder Vollkronen der Fall. Die Zuführung von Licht von der Seite durch die Zahnhartsubstanz versagt hier meist, da es dabei zu einer Reduktion der Leuchtdichte von 90 bis 99 % kommt. Lichthärtende Dualzemente werden nur an den erreichbaren Rändern mit Licht ausgehärtet, während an den für das Licht unzugänglichen Stellen eine chemische Polymerisation stattfindet. Deshalb werden diese Systeme auch kurz vor der Verwendung aus zwei Komponenten angemischt. Dual härtende Komposite haben nach dem Aushärten immer noch einen sehr hohen Restmonomergehalt von bis zu 45 %.

## Anwendung

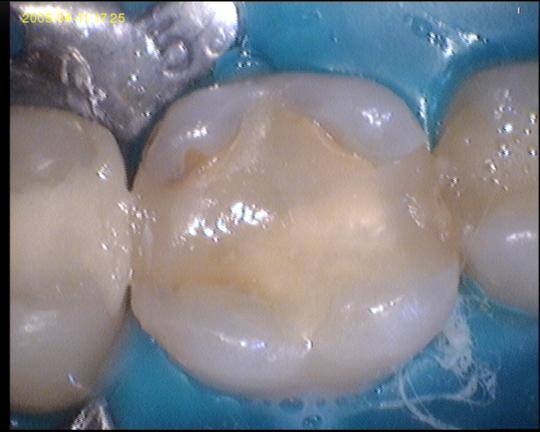
1. Zahn mit erneuerungsbedürftiger Füllung
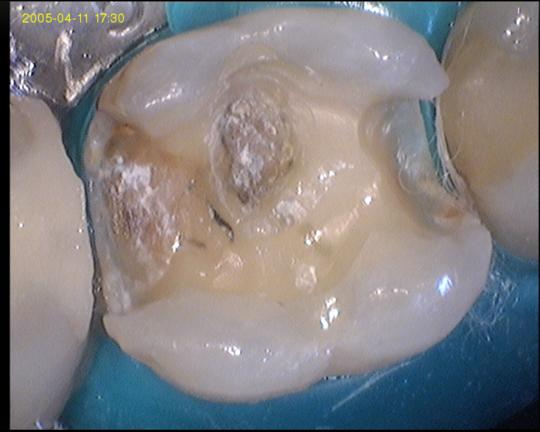
2. Alte Füllung entfernt
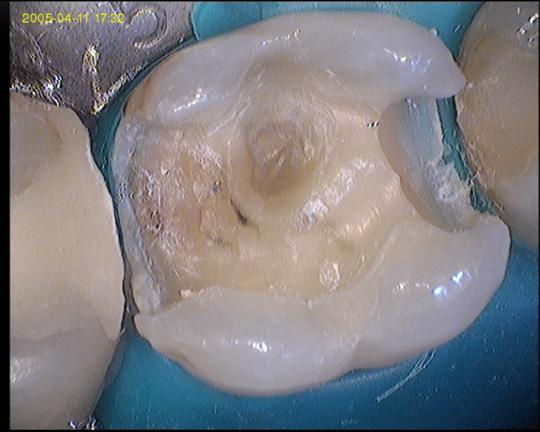
3. Karies entfernt
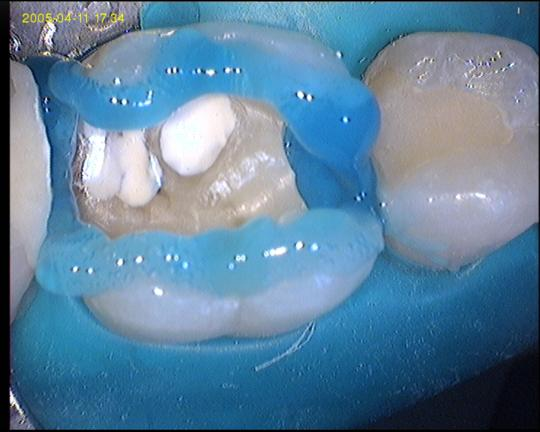
4. Pulpanahe Bereiche mit Ca(OH)2-haltigem Medikament abgedeckt, Ätzgel aufgebracht
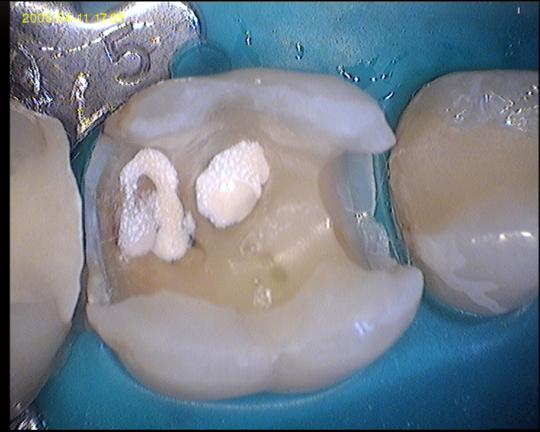
5. Angeätzt, ist die milchige Zone des Schmelzes zu erkennen
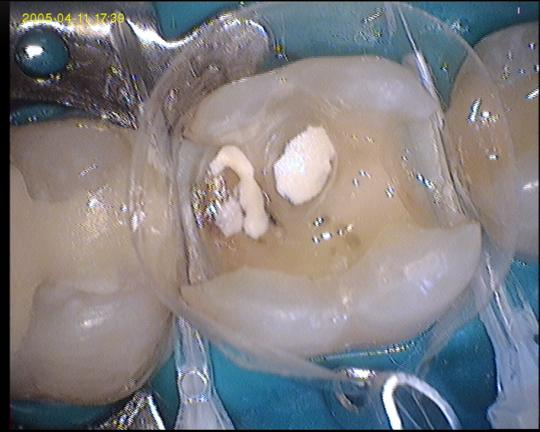
6. Bonding aufgebracht, Matrize und lichtleitende Keile angebracht
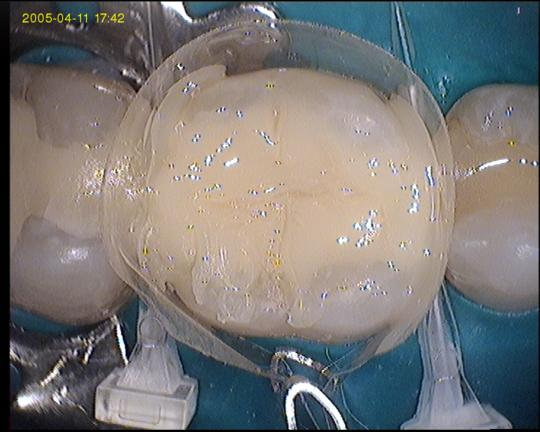
7. Composit in leichtem Überschuss eingebracht
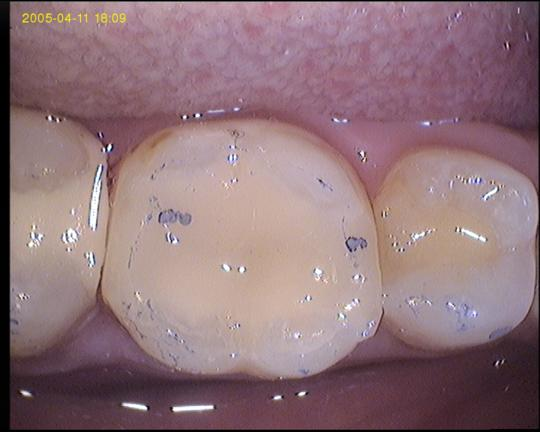
8. Füllung ausgearbeitet und poliert

Zunächst wird wie bei jeder Füllung eine etwaige alte Füllung (Bild 1) sowie die Karies (Bild 2) entfernt (Bild 3). Die Kavität wird durch Ätzung des Schmelzrandes mit hochprozentiger Phosphorsäure (35–37 %) vorbereitet (Bild 4). Durch die Freilegung der Schmelzprismen wird die Verbindung zwischen Zahn und Füllungsmaterial verbessert, sichtbar in der milchigen Oberfläche des sonst hochglänzenden Zahnschmelzes (Bild 5). Nach Spülung und Trocknung der Kavität wird auf das Geflecht aus Kollagenfasern der Primer, Hydroxyethylmethacrylat (HEMA) gegeben, der sowohl hydrophil, als auch hydrophob ist. Anschließend wird ein dünnflüssiges Monomer (Bonding) (Bild 6) aufgebracht und mit blauem Licht polymerisiert. Die Komposite werden anschließend schichtweise in die Kavität eingebracht und mit blauem Licht (Halogen- oder LED-Lampe) ausgehärtet (Bild 7). Das schichtweise Vorgehen verhindert die Bildung von Randspalten infolge der unvermeidlichen Polymerisationsschrumpfung des Kunststoffs. Abschließend erfolgt die Formgebung und Abtragung von Kunststoff-Überschüssen mit Schleifkörpern, sowie die Politur (Bild 8).

## Kompositfüllungen als Kassenleistung
An Schneidezähnen und Eckzähnen sind Kompositfüllungen eine Kassenleistung der Gesetzlichen Krankenversicherung. Dies jedoch nur, solange diese in Einschichttechnik vorgenommen werden. Wählen Versicherte bei Zahnfüllungen eine darüber hinausgehende Versorgung, haben sie die Mehrkosten selbst zu tragen. In diesem Fall ist von den Kassen die vergleichbare preisgünstigste plastische Füllung als Sachleistung abzurechnen und vor Beginn der Behandlung eine schriftliche Vereinbarung zwischen dem Zahnarzt und dem Versicherten zu treffen.(§ 28 SGB IV)